# اریک ووندرلیش
اریک ووندرلیش (به انگلیسی: Eric Wunderlich) (زادهٔ ۲۲ مهٔ ۱۹۷۰) شناگر اهل ایالات متحده آمریکا است.